# 마르틴 코르테스 수니가
돈 마르틴 코르테스 이 수니가 델 오아하카계곡 제2대 후작(스페인어: Don Martín Cortés y Zúñiga, II marqués del Valle de Oaxaca: 1532년-1589년)은 식민지 멕시코(누에바에스파냐)의 귀족이다. 에르난 코르테스의 차남이며 적장남이다. 라 말린체 소생으로 그 이복형인 마르틴 코르테스 엘 메스티소와는 동명이인이다. 엔코멘데로스의 음모사건에 연루되어 사형당할 뻔 했으나 목숨과 작위를 보존했다.